# Женщина из племени апачей
Женщина из племени апачей (англ. Apache Woman) — американский вестерн 1955 года, снятый Роджером Корманом. Продолжительность фильма составляет 69 минут.

## Сюжет
Жители небольшого городка на Диком Западе жалуются властям на бесчинства индейцев, и миссия восстановить порядок ложится на плечи государственного агента. По прибытии на место он начинает подозревать, что индейцы могут быть непричастны к участившимся в районе преступлениям.

## В ролях
| Актёр         | Роль         |
| ------------- | ------------ |
| Ллойд Бриджес | Рекс Моффетт |
| Джоан Тейлор  | Энни ЛеБю    |
| Ленс Фуллер   | Арманд ЛеБю  |
| Пол Дубов     | Бен Хантер   |
| Джонатан Хейз | Том Чендлер  |